# Johannes Kienast
Johannes Kienast (* 1986 in Halle (Saale)) ist ein deutscher Schauspieler.

## Leben
Johannes Kienast absolvierte von 2008 bis 2011/12 seine Schauspielausbildung an der Westfälischen Schauspielschule Bochum. Während des Studiums erhielt er bereits erste Theaterengagements am Schauspielhaus Bochum und am Schauspiel Essen.
Ab der Spielzeit 2012/13 war Kienast bis zum Ende der Spielzeit 2016/17 festes Mitglied des Schauspielensembles des Staatstheaters Cottbus. Großen Erfolg hatte er dort 2014–2015 mit seiner Darstellung des Christen Kurt in dem Stück Nathans Kinder von Ulrich Hub, den er als eine „widersprüchliche Figur voller Abgründe“ anlegte. In der Saison 2016/17 stand Kienast in dieser Rolle ebenfalls wieder auf der Bühne.
Weitere Rollen am Staatstheater Cottbus waren unter anderem: Mortimer Brewster in Arsen und Spitzenhäubchen (Premiere: Spielzeit 2013/14), Silvio in Der Diener zweier Herren (Premiere: August 2014), Michael Micha Ehrenreich in Sonnenallee (Premiere: Januar 2015), Jannik in Ich habe Bryan Adams geschreddert von Oliver Bukowski (Premiere: April 2015), Tommy in dem Kinderstück Pippi Langstrumpf (Premiere: Dezember 2015) und insbesondere die Titelrolle in Shakespeares Hamlet (Premiere: Mai 2016). Ab Oktober 2016 übernahm Kienast am Staatstheater Cottbus die Rolle des Sohns Heinrich in dem Schwank Die spanische Fliege von Arnold und Bach.
Johannes Kienast arbeitete als Theaterschauspieler unter anderem mit den Regisseuren Anselm Weber, Katharina Thalbach (2010; jeweils am Schauspielhaus Bochum), Markus Dietz, Martina Eitner-Acheampong sowie Mario Holetzeck und Catharina Fillers (jeweils am Staatstheater Cottbus) zusammen.
Von 2017 bis 2020 war Kienast fest am Staatstheater Braunschweig engagiert, wo er unter anderem als Sir Toby von Rülps in Was ihr wollt (2018) und als Hans in Die Nashörner (2019) zu sehen war. Mittlerweile ist er dort teilverpflichtet.
Kienast hatte auch einige Rollen im Kino und im Fernsehen. In dem Fernsehfilm Neue Vahr Süd (2010; Regie: Hermine Huntgeburth) war er als Rekrut Leppert zu sehen. In dem Kinofilm Heiter bis wolkig (2012) hatte er eine Nebenrolle; er spielte Holger, einen Kumpel der Hauptfigur Can (Elyas M’Barek). Eine kleine Rolle hatte er auch in Lars von Triers Filmdrama Nymphomaniac (2013). In der ARD-Fernsehserie In aller Freundschaft – Die jungen Ärzte (2016) spielte er in einer Episodenhauptrolle den schüchternen Oliver Schuster, der bei der Begegnung mit seiner Traumfrau einen Ohnmachtsanfall erleidet und dabei unglücklich in seine Kakteensammlung stürzt. In dem ZDF-Fernsehfilm Lotte Jäger und das tote Mädchen, der im September 2016 erstausgestrahlt wurde, war er in einer Nebenrolle als Kommissar Wehlich zu sehen. In der ZDF-Krimireihe Marie Brand spielte er im 29. Film Marie Brand und der Tote im Trikot (Erstausstrahlung: November 2021) spielte er Ralf Krieger, den tatverdächtigen, ehemaligen Trainer eines getöteten Bahnradsportlers, mit dem ihm ihn eine geheime homosexuelle Liebesbeziehung verband.
In Hendrik Hölzemanns Film Axel der Held übernahm er 2014 die Hauptrolle.
Kienast lebt in Cottbus und Braunschweig.

## Auszeichnungen
- Im Jahr 2009 erhielt er den Spezialpreis der Jury beim Festival International der Ecoles de Cinéma.[2]
- 2010 gewann er den Ensemblepreis der Folkwang Universität der Künste in Essen für das Tanztheaterstück Circo.[2]
- 2011 erhielt er ein Exzellenzstipendium der Folkwang Universität der Künste.
- 2015 wurde er von der Max Grünebaum-Stiftung mit dem Max-Grünebaum-Preis ausgezeichnet.[2]
- 2025 wurde er für den Deutschen Schauspielpreis in der Kategorie „Dramatische Hauptrolle“ für A Better Place nominiert.[17]

## Filmografie (Auswahl)
- 2010: Neue Vahr Süd (Fernsehfilm)
- 2012: Heiter bis wolkig (Kinofilm)
- 2012: Ruf mich an! (Kinofilm)
- 2013: Nymphomaniac (Kinofilm)
- 2016: In aller Freundschaft – Die jungen Ärzte (Fernsehserie, Folge Gesichtsverlust)
- 2016: Lotte Jäger und das tote Mädchen (Fernsehfilm)
- 2019: Käse und Blei (Fernsehfilm)
- 2019: Axel der Held
- 2019: Meine wunderbar seltsame Woche mit Tess
- 2019: Die Ungewollten – Die Irrfahrt der St. Louis (Fernsehfilm)
- 2021: Marie Brand und der Tote im Trikot (Fernsehreihe)
- 2022: Balko – Teneriffa: Doppelt hält besser (Fernsehserie)
- 2023: SOKO Köln (Fernsehserie, Folge Die Milchkönigin von Appelrath)
- 2024: Die Notärztin (Fernsehserie)
- 2024: SOKO Wismar (Fernsehserie, Folge Petri Unheil)
- 2024: A Better Place (Fernsehserie)
- 2025: Notruf Hafenkante (Fernsehserie, Folge Tiefer Fall)